# 84919 Karinthy
84919 Karinthy è un asteroide della fascia principale. Scoperto nel 2003, presenta un'orbita caratterizzata da un semiasse maggiore pari a 2,8104432 UA e da un'eccentricità di 0,1318222, inclinata di 13,19652° rispetto all'eclittica.
L'asteroide è dedicato allo scrittore ungherese Frigyes Karinthy.